# Galit Distelová-Atbarjanová
Galit Distelová-Atbarjanová (hebrejsky גלית דיסטל-אטבריאן‎; * 10. ledna 1971 Jeruzalém) je izraelská spisovatelka a politička, od ledna do října 2023 ministryně informací v šesté vládě Benjamina Netanjahua. V minulosti působila jako poslankyně Knesetu, publicistka a rozhlasová hlasatelka.

## Životopis
Distelová-Atbarjanová se narodila v Jeruzalémě íránským židovským rodičům, kteří se do Izraele přistěhovali v roce 1965. Sloužila v Izraelském vojenském letectvu. Vystudovala magisterský obor filozofie na Hebrejské univerzitě v Jeruzalémě.

## Politická kariéra
Distelová-Atbarjanová je příznivkyní Benjamina Netanjahua a vyjadřuje důvěru v jeho nevinu.
Pro volby v roce 2021 byla Netanjahuem vybrána na desáté místo kandidátky Likudu a byla zvolena do Knesetu, protože Likud získal třicet mandátů.
Pro volby v roce 2022 byla zařazena na dvacáté místo kandidátky a byla zvolena do Knesetu. V prosinci 2022 byla jmenována ministryní při úřadu předsedy vlády v šesté vládě Benjamina Netanjahua. Dne 17. ledna 2023 byla její funkce změněna na ministryni informací.
Dne 9. března 2023 oznámila rezignaci na post poslankyně Knesetu.

## Kontroverze
V srpnu 2021 Distelová-Atbarjanová sdílela na Twitteru video, na kterém se nachází izraelský premiér Naftali Bennett a americký prezident Joe Biden. Dle jejich slov Joe Biden usnul během setkání s Naftali Bennettem. Tento příspěvek byl označen varováním před „zmanipulovanými médii“.
V květnu 2021 Distelová-Atbarjanová v rozhovoru prohlásila, že „nic takového jako autismus neexistuje“, a svěřila se, jak „léčila“ svého autistického syna tím, že mu odmítala dávat jídlo a vodu, dokud nepromluvil. Tyto názory vyvolaly rozruch a vedly k rozsáhlé kritice.
Dne 7. února 2023, v reakci na protesty proti soudní reformě, Distelová-Atbarjanová v rozhovoru pro Izraelské obranné síly prohlásila, že protesty financují antisemité a zahraniční země, například Německo a Írán. Německý velvyslanec v Izraeli Steffen Seibert vyjádřil zklamání nad tímto tvrzením kvůli tomu, že v jedné větě spojila Německo, demokratickou zemi, která pomáhá Izraeli, a Írán, který je totalitní zemí, jež hrozí zničením Izraele.

## Osobní život
V roce 1998 odjela se svým manželem Odedem Distelem na pětiletou misi do Řecka v rámci jeho práce ekonomického atašé na izraelském velvyslanectví. Po návratu se rozvedli a Distelová-Atbarjanová začala pracovat v oblasti odívání a literatury. Manželé mají dvě děti.
Distelová-Atbarjanová žije se svým partnerem ve Kfar ha-Oranim.